# 北恵那鉄道ト151形貨車
北恵那鉄道ト151形貨車（きたえなてつどうト151がたかしゃ）とは、かつて北恵那鉄道北恵那鉄道線で運用された貨車（無蓋車）である。

## 概要
1935年（昭和10年）、北恵那鉄道が新造した日本車輌製造東京支店製の全鋼製の2軸無蓋車である。5両（ト151 - ト155）が製造された。鉄道省のト20000形とほぼ同型であったという。北恵那鉄道の貨物輸送は木材輸送が主であったが、木材専用の貨車は所有しておらず、無蓋車の本形式やト101形などが木材輸送に使用されていた。
貨物輸送量の減少もあり、1964年（昭和39年）に全車が廃車となった。

## 主要諸元
- 最大寸法：

全長：6,406mm
全幅：2,590mm
全高：1,930mm
- 自重：6.8t
- 荷重：10t